# Портела (Агриђенто)
Портела је насеље у Италији у округу Агриђенто, региону Сицилија.
Према процени из 2011. у насељу је живело 38 становника. Насеље се налази на надморској висини од 101 м.